# Peabiru
Peabiru ist ein brasilianisches Munizip in der Mitte des Bundesstaats Paraná. Es hat 13.346 Einwohner (2022), die sich Peabiruenser nennen. Seine Fläche beträgt 469 km². Es liegt 532 Meter über dem Meeresspiegel.

## Etymologie
Der Name Peabiru wurde dem Ort von Sady Silva gegeben. Er war als Leiter der 5. Landinspektion des Staatsministeriums für Geographie, Land und Kolonisierung von Paraná verantwortlich für die Gründung der Stadt.
Der Name bezieht sich auf den Peabiru-Weg, der schon in vor-inkaischen Zeiten eine Landverbindung zwischen Peru und dem Atlantik herstellte.

## Geschichte

### Besiedlung
Die Wiederbesiedlung der Region Peabiru begann 1903, als eine große Zahl von Siedlern mit ihren Familien ihre Häuser baute und Landwirtschaft betrieb. Das Gebiet zwischen dem Rio Dezenove und dem Rio Ivaí wurde unter dem Namen Sertãozinho bekannt. Es wurde zur Initialzündung für die Gründung des gleichnamigen Dorfes.
Im Jahr 1916 ließ sich die Familie des Pioniers Francisco Lázaro de Morais hier nieder und begann damit den Kolonisierungsprozess. In den Jahren 1940 und 1941 vergab Bundesinterventor Manoel Ribas, der die Kolonisierung von Paraná vorantreiben wollte, über das Staatsministerium für Geographie, Land und Kolonisierung posses (deutsch: Besitztitel) an Kolonisatoren. Die Region war der 5. Landinspektion mit Sitz in  Guarapuava unterstellt. Ihr Leiter Sady Silva beschloss 1942, eine neue Siedlung zu gründen und verlegte zu diesem Zweck den Sitz der Inspektion in die Stadt Colônia Mourão, das heutige Campo Mourão. Nach eingehenden Erkundungen fand er das ideale Gebiet für die Gründung der neuen Siedlung. Er nannte es Peabiru.
Bald nach 1940 begann die groß angelegte Abholzung und Brandrodung. Bereits in der Anfangsphase der Abgrenzung von städtischen und landwirtschaftlichen Grundstücken gab es eine große Zahl von Interessenten aus verschiedenen Teilen des Landes, die von den günstigen Grundstückspreisen in Peabiru angezogen wurden. Im Jahr 1945 verfügte Peabiru über zahlreiche Gewerbebetriebe, ein Sägewerk, eine Tankstelle und eine Apotheke. Es war so weit entwickelt, dass es zum Distrikt der Kolonie Mourão erhoben wurde. Im Jahr 1947 betrachtete der Gründer Sady Silva seine Mission als vollen Erfolg und kehrte nach Curitiba zurück.
Im Jahr 1948 wurde die Pfarrkirche São João Batista fertiggestellt. Das Kreuz wurde am 6. Januar desselben Jahres errichtet. Die erste Messe wurde am 24. Juni 1948 gefeiert.

### Erhebung zum Munizip
Peabiru wurde durch das Staatsgesetz Nr. 790 vom 14. November 1951 aus den Munizipien Foz de Iguaçu und Campo Mourão ausgegliedert und in den Rang eines Munizips erhoben. Es wurde am 14. Dezember 1952 als Munizip installiert.

## Geografie

### Fläche und Lage
Peabiru liegt auf dem Terceiro Planalto Paranaense (der Dritten oder Guarapuava-Hochebene von Paraná). Seine Fläche beträgt 469 km². Es liegt auf einer Höhe von 532 Metern.

### Vegetation
Das Biom von Peabiru ist Mata Atlântica.

### Klima
Das Klima ist warm und gemäßigt. Es werden hohe Niederschlagsmengen verzeichnet (1793 mm pro Jahr). Die Klimaklassifikation nach Köppen und Geiger lautet Cfa. Im Jahresdurchschnitt liegt die Temperatur bei 21,8 °C.

### Gewässer
Peabiru liegt im Einzugsgebiet des Rio Ivaí. Durch das Munizip fließen der Rio Mourão und der Rio Claro mit ihren Zuflüssen in Richtung Norden zum Ivaí. Entlang der östlichen Munizipgrenze zu Barbosa Ferraz fließt der Rio Arurão in Richtung Nordosten ebenfalls zum Rio Ivaí.

### Straßen
Peabiru ist über die PR-317 mit Engenheiro Beltrão und Maringá im Norden und mit Campo Mourão im Süden verbunden.

### Nachbarmunizipien
| Terra Boa |                                             | Engenheiro Beltrão und Quinta do Sol |
| Araruna   | Kompassrose, die auf Nachbargemeinden zeigt | Fênix                                |
|           | Campo Mourão                                | Barbosa Ferraz und Corumbataí do Sul |

## Stadtverwaltung
Bürgermeister: Julio Cezar Frare, PL (2021–2024)
Vizebürgermeister: Bruno da Silva Melo, DEM (2021–2024)

## Demografie

### Bevölkerungsentwicklung
| Jahr | Einwohner | Stadt | Land |
| ---- | --------- | ----- | ---- |
| 1960 | 19.180    | 28 %  | 72 % |
| 1970 | 24.046    | 28 %  | 72 % |
| 1980 | 16.966    | 46 %  | 54 % |
| 1991 | 14.161    | 65 %  | 35 % |
| 2000 | 13.487    | 78 %  | 22 % |
| 2010 | 13.624    | 81 %  | 19 % |
| 2022 | 13.346    |       |      |

Quelle: IBGE (2011) und Volkszählung 2022

### Ethnische Zusammensetzung
| Gruppe * | 1991    | 2000    | 2010    | wer sich als …                                                                   |
| --- | ------- | ------- | ------- | -------------------------------------------------------------------------------- |
| Weiße | 57,2 %  | 68,3 %  | 66,4 %  | weiß bezeichnet                                                                  |
| Schwarze | 2,7 %   | 3,3 %   | 2,9 %   | schwarz bezeichnet                                                               |
| Gelbe | 0,6 %   | 1,6 %   | 1,2 %   | von fernöstlicher Herkunft wie japanisch, chinesisch, koreanisch etc. bezeichnet |
| Braune | 39,5 %  | 25,8 %  | 29,2 %  | braun oder als Mischung aus mehreren Gruppen bezeichnet                          |
| Indigene | 0,0 %   | 0,6 %   | 0,3 %   | Ureinwohner oder Indio bezeichnet                                                |
| ohne Angabe | 0,0 %   | 0,3 %   | 0,0 %   |                                                                                  |
| Gesamt | 100,0 % | 100,0 % | 100,0 % |                                                                                  |
| *) Anmerkung: Das IBGE verwendet für Volkszählungen ausschließlich diese fünf Gruppen. Es verzichtet bewusst auf Erläuterungen. Die Zugehörigkeit wird vom Einwohner selbst festgelegt. |         |         |         |                                                                                  |

Quelle: IBGE (Stand: 1991, 2000 und 2010)